# Воробьёв, Игорь Станиславович
Игорь Станиславович Воробьёв (род. 1965) — российский композитор, музыковед.

## Биографическая справка
Родился в Ленинграде (Санкт-Петербурге). Окончил Ленинградское Хоровое училище имени М. И. Глинки (1983), Ленинградскую консерваторию (1990) и ассистентуру-стажировку при кафедре композиции (1992). Дипломант Всероссийского конкурса студентов-композиторов (1988) и Смотра молодых композиторов Ленинграда (1989). Член Союза композиторов Санкт-Петербурга.
С 1994 преподаёт в Санкт-Петербургской консерватории. Кандидат искусствоведения (1998), доцент (2006), доктор искусствоведения (2014). Профессор Академии русского балета им. А. Я. Вагановой. С 1992 — директор Международного фестиваля искусств «От Авангарда до наших дней».

## Характеристика музыки
Музыка Игоря Воробьёва обладает свойством разговаривать со слушателем. В наши дни это встречается нечасто. Композитор не «предъявляет» звуковые объекты, не «исследует возможности» той или иной техники. Его музыка говорит — так, как говорит толковый и осмысленный собеседник. То увлечённый мыслью, то сомневающийся, то погружённый в себя.

Реквием И. Воробьёва написан для необычного состава: сопрано, смешанный хор, духовые, ударные, фортепиано и шесть контрабасов (специально для ансамбля контрабасистов QuattroBass+)

Оконченный в 2008 году Реквием Игоря Воробьёва, представителя петербургской композиторской школы, можно отнести к традиционному направлению, к духовной, «охранительной» линии современной музыкальной культуры, переосмысливающей канонические жанры в модусе «nova musica sacra». В данном сочинении своеобразно переплелись традиции западной и русской музыки.

## Музыковедческие труды (книги и основные статьи)
Главная область научных интересов И. Воробьёва — история отечественной музыки первой половины XX века.
- Русский Авангард и творчества Александра Мосолова 1920-х-1930-х годов. СПб., 2001. (2-е издание СПб.: Композитор • Санкт-Петербург, 2006).
- Музыкальный Петербург. XX век. Альбом / Сост. И. Воробьёв. СПб.: Композитор • Санкт-Петербург, 2004.
- Композиторы русского авангарда. Очерки. СПб.: Композитор • Санкт-Петербург, 2007 (в соавторстве с А. Е. Синайской).
- Русский авангард. Манифесты, декларации, программные статьи / составление, вступительная статья И. Воробьёва. СПб.: Композитор • Санкт-Петербург, 2008.
- Связь времен // Con anima. Воспоминания. Статьи. Материалы. К 100-летию Б. А. Арапова. СПб., 2006.
- Пушкинская тема в романсах Б. А. Арапова // Con anima. Воспоминания. Статьи. Материалы. К 100-летию Б. А. Арапова. СПб., 2006.
- Об Игоре Рогалёве — композиторе и не только // Musicus. № 4 (13), 2008.
- Симфоническая антиутопия как осознанная необходимость (историко-культурный контекст Первой симфонии Г. Н. Попова). // Musicus. № 4 (17), 2009.
- «Новорелигиозная» миссия тоталитарного искусства на примере кантатно-ораториального творчества советских композиторов 1930—1950-х годов // Вестник РАМ имени Гнесиных. № 2, 2011[4].
- «Большой стиль» эпохи тоталитаризма в СССР и пролетарское искусство (Музыкальные и немузыкальные параллели) // Альманах современной науки и образования. № 6 (13), часть 1, «Грамота». Тамбов, 2008.
- The Avant-garde as a prototype of totalitarian art (sketches towards the history of the musical and non-musical Avant-garde) // Principles of Music Composing/ 8-я Международная музыкально-теоретическая конференция. Вильнюс, 2008.
- The Simphonic Anti-utopia as a Conscious Necessity. (Certain Features of Soviet Symphonic Composition of the 1920s and Early 1930s on the Example of Gavriil Popov’s First Symphony)// Principles of Music Composing/ 9-я Международная музыкально-теоретическая конференция. Вильнюс, 2009.
- The «New Religious» Mission of Totalitarisn Art in the Example of the Cantata and Oratorio Genres in the Works of Soviet Composers of the 1930s-1950s// Principles of Music Composing: Sacred Music/ 10-я Международная музыкально-теоретическая конференция. Вильнюс, 2010.
- Соцреалистический «большой стиль» в советской музыке (1930—1950-е годы). СПб.: Композитор • Санкт-Петербург, 2013.
- Национальный театр танца Республики Саха (Якутия) / Ред.-сост. И. С. Воробьёв. СПб.: Композитор • Санкт-Петербург, 2015.

## Основные музыкальные произведения

### Музыкальный театр
- «Елизавета Бам», камерная опера по одноимённой пьесе Даниила Хармса в 1 акте, 3 сценах (1990),
- «Дон Гуан», балет в одном акте, 11 сценах. (1999—2002). Либретто А.Полубенцева,
- «Ассоль», балет по А.Грину в 1 акте, 7 сценах на собственное либретто (2003—2004),
- «Контрабас и флейта», оперные сценки по А. П. Чехову на собственное либретто (2011).
- «Куллустай Бэргэн», этно-балет в 2 действиях, 5 картинах. По мотивам олонхо С.Зверева-Кыыл Уола (2015)

### Симфонические сочинения, концерты, кантатно-ораториальные произведения
- Концерт для фортепиано с оркестром (2005-06) Партитура,
- Концерт для контрабаса с оркестром (2002) Клавир
- «Уголок земли», кантата для чтеца, солистов и хора a’cappella на стихи А. С. Пушкина (2005),
- «Магнификат», для сопрано, меццо-сопрано и хора a’cappella (2007),
- «Реквием» для сопрано, духовых, ударных, фортепиано и шести контрабасов (2008), Клавир
- «Stabat Mater», для сопрано, меццо-сопрано, женского хора, флейты, ударных, арфы, фортепиано, органа и контрабасов (2010).
- «Архипелаг», маленькая симфония для семи инструментов (2012)
- «Сергий Радонежский», кантата для солистов, двух хоров и большого симфонического оркестра (2014)
- «Донское каприччио» для большого симфонического оркестра

### Камерно-инструментальные, вокальные произведения
- Три сонаты для фортепиано,
- Две сонаты для виолончели и фортепиано
- Соната для скрипки и фортепиано
- Соната для альта и фортепиано
- «Скерцо» для контрабаса и фортепиано
- струнный квартет (2002),
- вокальные циклы на стихи Б.Пастернака, В. Сосноры, русских поэтов XIX века, А.Тарковского, Е. Евтушенко
- «Пять романсов и вокализ памяти В.Гаврилина» для голоса, кларнета и фортепиано на стихи советских поэтов (2008—2009 гг., ред. для меццо-сопрано, кларнета и фортепиано — 2010).

### Хоровые произведения
- Три хора a cappella (1987),
- «Прощание», концерт для хора a’cappella, чтеца и солистов на стихи А. С. Пушкина, тексты писем Пушкина к жене и дуэльных документов (1988—2001),
- «Из древнеармянской поэзии», концерт для женского хора a’cappella на стихи Маштоца, Хоренаци и Сюнеци (1988),
- Три фрагмента из «Всенощного бдения» (1993),
- «Кристалл любви…», концерт для хора на стихи Е.Евтушенко, А.Пушкина, П.Ронсара, Ф.Тютчева, А.Блока и В.Сосноры (1994—2000),
- Три молитвы на канонические тексты (1996),
- Ave Maria, хоровая поэма (1998),
- Missa brevis для хора a’cappella (2001-02).
- «В последний месяц осени» для хора a’cappella. Стихи А.Тарковского

## Литературные работы: стихи, эссе. Интервью
- «Музыка уходящего века» : цикл радиоэссе / Радио «Петербург», «Радио России — Петербург», 1993—1997).
- Стихи // «Нева». СПб., № 12, 1996.
- «Ноктюрн 33» : сборник стихов. СПб, 1998.
- [Колонка редактора] / [газета] Обертон № 1-12. Санкт-Петербургская государственная консерватория, 2003—2004.
- «А был ли Берг?» / [газета] Обертон № 1. Санкт-Петербургская государственная консерватория, 2003.
- «Избранные стихи». СПб.: «Союз композиторов», 2008.
- Александр Харьковский. ИГОРЬ ВОРОБЬЁВ. Неторопливые беседы. СПб.: Композитор • Санкт-Петербург, 2015.
- «…Время расставит всё на свои места» // «Музыкальная академия». 2014 (4).
- Воробьёв И. — Северина Стефанова. Слушайте музыку — она универсальный язык, объединяющий людей и выражающий самое сокровенное // Русский мир и Латвия: Патент на благородство. Альманах. Вып. XL. Рига, 2015.

## Награды
- Медаль «За труды в культуре и искусстве» (8 февраля 2024 года) — за большой вклад в развитие отечественной культуры и искусства, многолетнюю плодотворную творческую деятельность[5]